# Варавва
Вара́вва (др.-греч. Βαραββᾶς, от арам. בר אבא — «сын Аббы», «сын отца», «сын учителя (раввина)») — библейский персонаж, преступник, освобождённый Понтием Пилатом по случаю празднования иудейским народом праздника Пасхи.

## Канонические тексты
Разбойник Варавва упоминается всеми четырьмя евангелистами при описании ими Страстей Христовых, а также в Книге деяний святых апостолов, где о нём говорит апостол Пётр (Деян. 3:14).
| Евангелие                | Текст |
| ------------------------ | --- |
| От Матфея (Мф. 27:15—21) | На праздник же [Пасхи] правитель имел обычай отпускать народу одного узника, которого хотели. Был тогда у них известный узник, называемый Варавва; итак, когда собрались они, сказал им Пилат: кого хотите, чтобы я отпустил вам: Варавву, или Иисуса, называемого Христом? ибо знал, что предали Его из зависти. <…> Но первосвященники и старейшины возбудили народ просить Варавву, а Иисуса погубить. Тогда правитель спросил их: кого из двух хотите, чтобы я отпустил вам? Они сказали: Варавву. |
| От Марка (Мк. 15:6—15)   | На всякий же праздник отпускал он им одного узника, о котором просили. Тогда был в узах [некто], по имени Варавва, со своими сообщниками, которые во время мятежа сделали убийство. И народ начал кричать и просить [Пилата] о том, что он всегда делал для них. Он сказал им в ответ: хотите ли, отпущу вам Царя Иудейского? Ибо знал, что первосвященники предали Его из зависти. Но первосвященники возбудили народ [просить], чтобы отпустил им лучше Варавву. Пилат, отвечая, опять сказал им: что же хотите, чтобы я сделал с Тем, Которого вы называете Царём Иудейским? Они опять закричали: распни Его. <…> Тогда Пилат, желая сделать угодное народу, отпустил им Варавву, а Иисуса, бив, предал на распятие. |
| От Луки (Лк. 23:17—25)   | А ему и нужно было для праздника отпустить им одного [узника]. Но весь народ стал кричать: смерть Ему! а отпусти нам Варавву. Варавва был посажен в темницу за произведённое в городе возмущение и убийство. Пилат снова возвысил голос, желая отпустить Иисуса. Но они кричали: распни, распни Его! Он в третий раз сказал им: какое же зло сделал Он? я ничего достойного смерти не нашёл в Нём; итак, наказав Его, отпущу. Но они продолжали с великим криком требовать, чтобы Он был распят; и превозмог крик их и первосвященников. И Пилат решил быть по прошению их, и отпустил им посаженного за возмущение и убийство в темницу, которого они просили; а Иисуса предал в их волю.                              |
| От Иоанна (Ин. 18:39—40) | Есть же у вас обычай, чтобы я одного отпускал вам на Пасху; хотите ли, отпущу вам Царя Иудейского? Тогда опять закричали все, говоря: не Его, но Варавву. Варавва же был разбойник. |

## Апокрифические тексты
Из новозаветных апокрифов о Варавве сообщает Евангелие от Никодима, которое повторяет рассказ канонических Евангелий о традиции дарования свободы узнику в праздник Пасхи: «Есть у меня в темнице знаменитый разбойник по имени Варавва и Иисус, в котором ни единого греха я не нашёл смертного: кого отпущу вам?».
В ряде поздних греческих рукописей Евангелия от Матфея Варавва называется Иисусом Вараввой. По утверждению Оригена в его время большинство евангельских текстов содержало именно такую форму имени. Многие исследователи признают, что это есть первоначальная форма имени Вараввы, которую затем сократили, чтобы не путать с личным именем Христа.

## Анализ евангельского рассказа

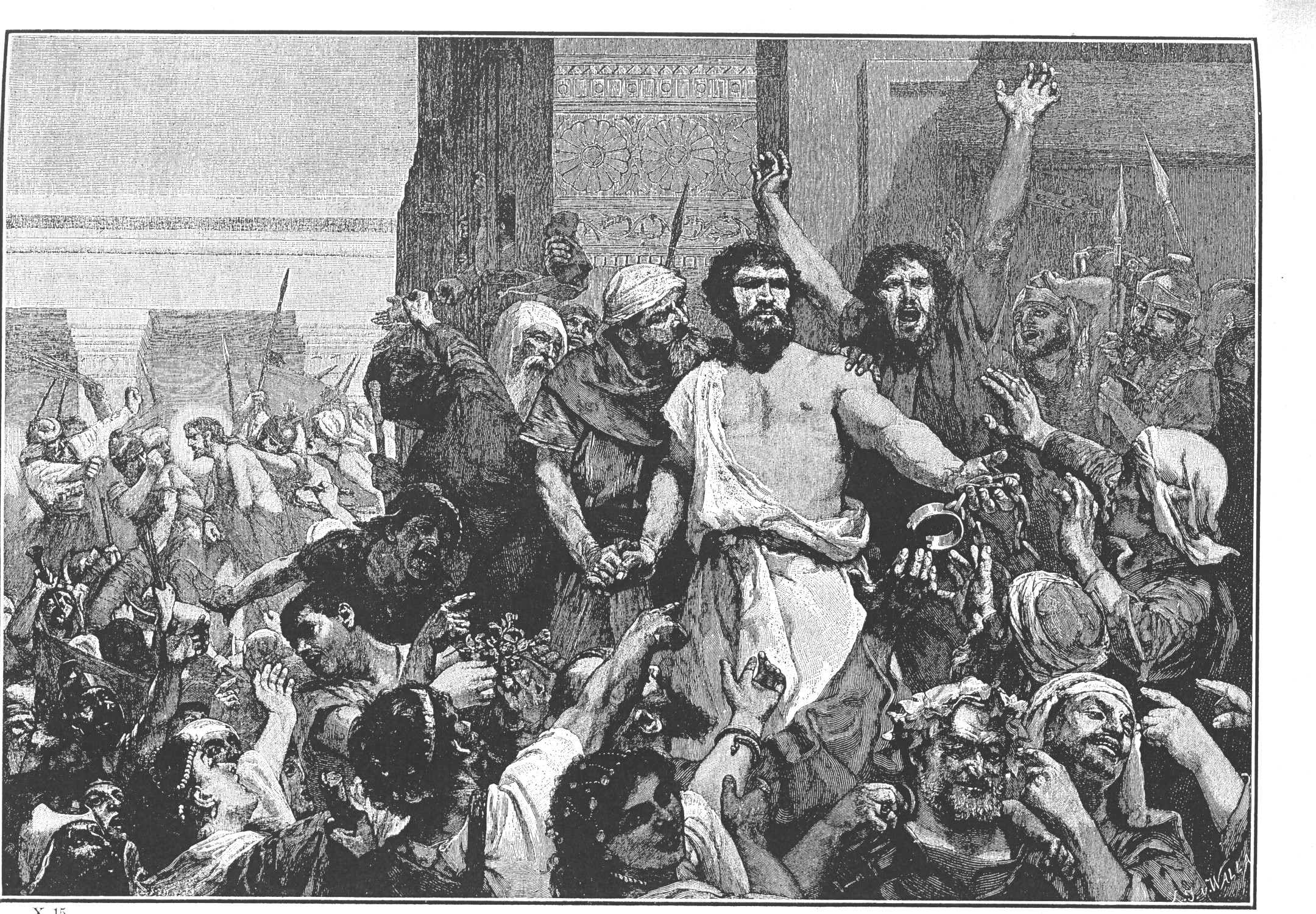
Ликующая толпа с освобождённым Вараввой

Варавва был преступником. Точная сфера его преступной деятельности до сих пор вызывает полемику. Евангелие не говорит прямо кого и за что он убил и какого характера (в отношении кого) смуту он сеял. Поэтому Варавва рассматривается и как бунтарь против Римского правления, и как общеуголовный элемент (убийца и разбойник без политических целей).
В итоге он был схвачен римскими властями, приговорён к смерти, заключён под стражу и ожидал исполнения приговора, но канун казни совпал с иудейским празднованием Пасхи, где иудейскому народу по сложившейся традиции было дано право освободить от уголовного наказания (смертной казни) одного из приговорённых. Судя по действиям префекта Пилата, он руководствовался благими намерениями и общеуголовным законом, когда позволил осуществить этот плебисцит, ожидая, что общественность одумается и попросит за Иисуса Христа, ведь с таким же успехом он мог силой своих полномочий и не разрешить проведение этого мероприятия, если Варавва действительно представлял собой угрозу для римской власти в регионе. Но выбор еврейской общественности был однозначно за Вараввой, что и принесло ему свободу.
Дальнейшая жизнь Вараввы не отображена в Евангелиях.
В Толковой Библии преемников А. П. Лопухина, в комментарии на Мф. 27:15, упоминается отсутствие слова «Пасха» во многих ранних источниках, где просто говорится «ради праздника», без уточнения и делается вывод, что этот обычай соблюдался вообще по праздникам, а не во время одной только Пасхи. Согласно исторически сложившейся традиции толкования этих строк Нового Завета, этот эпизод считается обычаем праздника Пасхи.
Вне библейского контекста обычай отпускать властями кого-либо на волю на выбор толпы вообще не упоминается ни в каких иных исторических источниках, кроме Евангелий, ввиду чего фактическое существование такого или подобного обычая ставится некоторыми историками под сомнение.

### Причины популярности
Доподлинно неизвестны причины такой популярности Вараввы среди древнеиудейской общественности. Есть версия, что простой народ во множестве своём мог просить освобождения Вараввы, так как он был борцом за независимость Иудеи. Эта версия разделяется, к примеру, официальной Католической церковью. Так, папа Бенедикт XVI в энциклике Spe Salvi писал что: «Иисус не был Спартаком, он не был вовлечён в борьбу за политическое освобождение, как Варавва или Бар-Кохба».

## Историчность
Большинство учёных, таких как Крейг Эванс и Николас Томас Райт, признают историчность повествования о помиловании во время Песаха, приводя доказательства таких помилований из «Истории от основания города» Ливия, «Иудейских древностей» Иосифа Флавия, Флорентийского папируса, «Посланий» Плиния Младшего и Мишны.
Сходство имени Иисуса бар Аббы (Вараввы) в некоторых рукописях с именем Иисуса Христа привело некоторых современных учёных к выводу, что нелогичное сходство имён этих двух людей является доказательством их историчности. Они сомневаются, что христианский писатель придумал бы такое же имя для преступника, практически приравнивая Христа к нему, если бы он выдумывал эту историю с полемической или богословской целью.
Напротив, историк Макс Димонт полагает, что история Вараввы, описанная в Евангелиях, не заслуживает доверия как с римской, так и с еврейской точки зрения. Димонт возражает против правдоподобности истории о Варавве, отмечая, что предполагаемый обычай privilegium Paschale, «привилегия Пасхи», когда преступника отпускали на свободу, упоминается только в Евангелиях. С другой стороны, Рэймонд Браун утверждает, что евангельские повествования о Варавве не могут считаться историческими, но вполне вероятно, что заключённый по имени Варавва (бар абба, «сын отца») был освобождён примерно в то же время, когда был распят Иисус, что стало основой для создания истории о Варавве. 
Библеист Барт Эрман, в свою очередь, комментирует, что имя Варавва, «сын отца», любопытно перекликается с ролью Иисуса как сына Божьего.
Ряд библеистов (Бенджамин Уррутия, Стеван Дэвис, Хайам Маккоби и Хорас Абрам Ригг) отождествляет Варавву с Иисусом Христом.

## Образ в искусстве
Литература
- Корелли Мария. «Варавва», 1893,
- Пер Лагерквист. «Варавва», 1950,
- Артуро Услар Пьетри. «Варавва», 1928,
- В романе «Мастер и Маргарита» Михаила Булгакова,
- Кирилл Еськов. «Евангелие от Афрания».

## Образ в кино
| Название                                  | Страна                             | Год  | Режиссёр           | В роли Вараввы   | Примечания  |
| ----------------------------------------- | ---------------------------------- | ---- | ------------------ | ---------------- | ----------- |
| Варавва                                   | Швеция                             | 1953 | Альф Шёберг        | Ульф Пальме      |             |
| Царь царей                                | США                                | 1961 | Николас Рэй        | Гарри Гуардино   |             |
| Разбойник Варавва                         | Италия · США                       | 1961 | Ричард Флейшер     | Энтони Куинн     |             |
| Иисус из Назарета                         | Италия · Великобритания            | 1977 | Франко Дзиффирелли | Стейси Кич       | мини-сериал |
| Мария, мать Иисуса                        | США                                | 1999 | Кевин Коннор       | Эндрю Грэйнджер  |             |
| Библейские сказания: Иисус. Бог и человек | Италия · США                       | 1999 | Роджер Янг         | Клаудио Амендола | мини-сериал |
| Страсти Христовы                          | США                                | 2004 | Мел Гибсон         | Пьетро Сарубби   |             |
| Страсть                                   | Великобритания                     | 2008 | Майкл Оффер        | Стивен Грэм      | мини-сериал |
| Варавва                                   | Италия · США                       | 2012 | Роджер Янг         | Билли Зейн       | мини-сериал |
| Библия                                    | США                                | 2013 | Тони Митчелл       | Эйрс Фрайзер     | мини-сериал |
| Сын Божий                                 | США                                | 2014 | Кристофер Спенсер  | Эйрс Фрайзер     |             |
| Варавва                                   | Россия                             | 2018 | Евгений Емелин     | Павел Крайнов    |             |
| Иисус из Назарета                         | Мексика · США · Испания · Бразилия | 2019 | Рафаэль Лара       | Мигель Арсе      |             |
| Мастер и Маргарита                        | Россия                             | 2024 | Михаил Локшин      |                  |             |